# Souroubea bicolor
Souroubea bicolor är en tvåhjärtbladig växtart som först beskrevs av George Bentham, och fick sitt nu gällande namn av Delp. Souroubea bicolor ingår i släktet Souroubea och familjen Marcgraviaceae. Inga underarter finns listade i Catalogue of Life.